# Corynoptera sylviae
Corynoptera sylviae är en tvåvingeart som beskrevs av Wallace A. Steffan 1969. Corynoptera sylviae ingår i släktet Corynoptera och familjen sorgmyggor. Inga underarter finns listade i Catalogue of Life.